# Zéta (réva)
Zéta je moštová odrůda révy vinné (Vitis vinifera) určená k výrobě bílých vín. Vznikla křížením odrůd Furmint a Bouvierův hrozen.
V roce 1951 byla pod jménem Oremus zavedena v maďarské části tokajské vinařské oblasti a roku 1990 byla zapsána do maďarské odrůdové knihy. Používala se jako jedna z odrůd pro výrobu tokajských vín.
V roce 1999 byla odrůda Oremus přejmenována na Zéta.
Hlavními klady této odrůdy jsou schopnost vytvářet v bobulích vysoké koncentrace cukru, rané dozrávání hroznů a náchylnost k napadání plísní šedou (Botrytis cinerea).